# 74. østlige længdekreds
Den 74. østlige længdekreds (eller 74 grader østlig længde) er en længdekreds, der ligger 74 grader øst for nulmeridianen. Den løber gennem Ishavet, Asien, det Indiske Ocean, det Sydlige Ishav og Antarktis.